# Albert Giol i Galceran
Albert Giol i Galceran (Calella, Maresme, 1857-1945) va ésser un hisendat que donà suport al moviment excursionista i també, com a historiador local, començà a ordenar i estudiar l'Arxiu Familiar i l'Arxiu Municipal d'on va treure còpia de nombrosos documents, ara perduts i que ens han arribat gràcies a les seues anotacions. Molts d'aquests documents van ser recuperats posteriorment per l'historiador calellenc  Domènec Mir, i una selecció d'ells van ser publicats en alguns dels seus llibres.
Albert Giol signà el Missatge a la Reina Regent (1888), en el qual es demanava autonomia per a Catalunya. Dins la Unió Catalanista, Giol fou designat delegat a l'Assemblea de Manresa (1892). Més endavant, simpatitzà amb la Lliga Regionalista.